# محمد عبد الفتاح (دراج)
محمد عبد الفتاح (20 نوفمبر 1976م  -  ) دراج من مصر، شارك في الألعاب الأولمبية الصيفية لعام 2000.

## روابط خارجية
- محمد عبد فتاح على موقع أرشيف الدراجات (الإنجليزية)
- محمد عبد فتاح على موقع إحصائيات الدراجات الإحترافية (الإنجليزية)
- محمد عبد فتاح على موقع نسبة الدراجات (الإنجليزية)
- محمد عبد فتاح على موقع أوليمبيديا (الإنجليزية)